# Alix de Watteville
Alix de Watteville, auch Alix von Wattenwyl, Pseudonym Alville (* 29. Juni 1889 in der Elfenau bei Bern; † 1964), war eine Schweizer Schriftstellerin.

## Leben
Watteville wuchs in patrizisch konservativem Umfeld auf, heiratete einen Ingenieur und gebar zwei Kinder. Sie war wohltätig, betätigte sich sozial («nahm während des ersten Weltkrieges führend an der Arbeit einer grösseren Friedensbewegung teil») und widmete sich später der Schriftstellerei. Unter dem Pseudonym Alville veröffentlichte sie «historische Bücher, religiöse Dramen, Novellen, Radiohörspiele und Zeitungsartikel in französischer Sprache». Ihr Ziel war es, «das Leben so objektiv wie möglich zu erfassen und wiederzugeben». 1948 wurde ihr für La vie en Suisse de S.A.I. la grande-duchesse Anna Feodorovna der Literaturpreis der Stadt Bern verliehen. Alvilles Nachlässe befinden sich in der Burgerbibliothek Bern und in der Bibliothèque de Genève.

## Veröffentlichungen (Auswahl)
- La folie de l’Espace. Delachaux & Niestlé, Neuchâtel/Paris 1925.
- Trilogie du repentir. Marie-Madeleine, Judas, Pierre. La Concorde, Lausanne 1941.
- La vie en Suisse de S.A.I. la grande-duchesse Anna Feodorovna, néo princesse de Saxe-Cobourg-Saalfeld. F. Rouge, Lausanne 1942.
- Un Suisse, officier d’ordonnance de Napoléon. Albert de Watteville, 1789–1812. F. Rouge, Lausanne 1951.